# Hemiphractus fasciatus
Hemiphractus fasciatus is een kikker uit de familie Hemiphractidae. Deze soort komt voor in Zuid-Amerika.

## Verspreiding
Hemiphractus fasciatus komt voor in Ecuador en mogelijk Colombia. De soort leeft in regenwouden en nevelwouden tussen 300 en 2.000 meter boven zeeniveau. Populaties zijn lokaal sterk in aantal afgenomen door onder meer chytridiomycose.
Voorheen werd verondersteld dat het verspreidingsgebied van het westen van Panama langs de Pacifische kust tot in Peru liep. Moleculair onderzoek en onderscheidende kenmerken van met name de schedel leidden er in 2018 toe dat de Panamese populaties werden afgesplitst van Hemiphractus fasciatus en als drie aparte soorten werden beschouwd: H. panamensis, H. elioti en H. kaylockae.

## Kenmerken
Hemiphractus fasciatus heeft als voornaamste kenmerk een driehoekig gevormde "helm" op de kop. De rug is lichtbruin van kleur en soms geel- of grijsbruin met donkere markeringen. De buik is bruin van kleur en donkerbruin tot zwart op de borst en keel. Jonge exemplaren zijn bleker of oranje van kleur. Hemiphractus fasciatus heeft een geeloranje tong. Mannetjes worden tot 56 millimeter groot en vrouwelijke kikkers worden tot 59 millimeter groot.

## Leefwijze
Hemiphractus fasciatus is nachtactief. De soort broedt gedurende het hele jaar. Het vrouwtje draagt de eieren op haar rug totdat deze uitkomen. Er is sprake van directe ontwikkeling bij deze soort, waarbij kikkervisjes ontbreken. 